# Fromental
 Fromental  (en idioma occitano Fromentau) es una localidad y comuna de Francia, en la región de Lemosín, departamento de Alto Vienne, en el distrito de Bellac y cantón de Bessines-sur-Gartempe.
Está integrada en la Communauté de communes de la Porte d'Occitanie.

## Demografía
| 751 | 709 | 604 | 508 | 530 | 451 | 533 |
| Para los censos de 1962 a 1999 la población legal corresponde a la población sin duplicidades (Fuente: INSEE [Consultar]) |     |     |     |     |     |     |